# À la vie, à la mort ! (album)
Pour les articles homonymes, voir À la vie, à la mort (homonymie).
Albums de Johnny Hallyday
Sang pour sang
(1999) Ma vérité
(2005)
Singles
1. Marie
Sortie : 21 octobre 2002
2. Ne reviens pas
Sortie : 28 janvier 2003
3. L'Instinct / Pense à moi
Sortie : 11 juin 2003
4. Je n'ai jamais pleuré
Sortie : 28 octobre 2003

 À la vie, à la mort ! est le 43e album et le 2e double album studio de Johnny Hallyday. Il sort le 4 novembre 2002 chez Mercury Records.

## Histoire
Après une année 2001 consacrée au cinéma et à la course automobile, Johnny Hallyday reprend le chemin des studios juste avant l'été 2002 pour enregistrer l'album À la vie, à la mort, qui est, après Hamlet de 1976, son deuxième double album studio.
Plusieurs auteurs s'attellent à l'écriture de cette opus comme Axel Bauer, Marc Lavoine, Patrick Bruel ou encore Gérald de Palmas qui lui écrit le tube Marie ; Le single se vend à plus d'un million d'exemplaires et devient la plus grosse vente de single du chanteur. L'album est réalisé par Pierre Jaconelli, Gérald de Palmas, David Hallyday et Axel Bauer.

## Autour de l'album
Discographie
Références originales Mercury France, Universal :
- Double CD édition limitée - 063 405-2[1].
- Double CD - 063 406-2[1].
- Coffret édition limitée 4 vinyles - 063 407-1[2].

L'album fait l'objet le 4 mars 2003, d'un nouveau tirage « enrichi » du nouveau système SA-CD.

## Réception et postérité
Lors de sa première semaine de diffusion, l'album se vend à plus de trois cent mille exemplaires, ce qui constitue un record toujours inégalé quatorze ans après sa sortie. Au total, l'opus s'écoule à près d'un million et demi d'exemplaires.

## Liste des titres
L'album est réalisé par Pierre Jaconelli sauf les titres Marie, Personne d'autre, L'Instinct, Un homme libre, Elle veut ma vie, réalisés par Gérald de Palmas ; Ceux qui parlent aux étoiles, Arrête le temps, réalisés par David Hallyday et J'ai rêvé de nous, réalisé par Axel Bauer.
Disque 1
| No  | Titre                        | Paroles                       | Musique                                    | Durée |
| --- | ---------------------------- | ----------------------------- | ------------------------------------------ | ----- |
| 1.  | Entre nous                   | Roger Tabra, Sophie Nault     | Franck Fossey                              | 4:03  |
| 2.  | Dis-le-moi                   | Fred Blondin                  | Fred Blondin                               | 4:28  |
| 3.  | Marie                        | Gérald De Palmas              | Gérald De Palmas                           | 3:56  |
| 4.  | Ne reviens pas               | Philippe Djian                | Stephan Eicher                             | 4:58  |
| 5.  | J'ai rêvé de nous            | Ilhem Kadid                   | Axel Bauer                                 | 5:00  |
| 6.  | Pense à moi                  | Didier Golemanas              | Rick Allison                               | 4:20  |
| 7.  | Laisse-moi tomber            | Catherine Lara, Thierry Eliez | Catherine Lara, Michel Sanchez             | 4:16  |
| 8.  | Face au monde                | David Manet                   | Patrick Michel Dupont, Salvatore Campanile | 3:48  |
| 9.  | Personne d'autre             | Gérald De Palmas              | Gérald De Palmas                           | 4:18  |
| 10. | Une femme                    | Michel Mallory                | Michel Mallory                             | 4:33  |
| 11. | Ceux qui parlent aux étoiles | Éric Chemouny                 | David Hallyday                             | 3:32  |
| 12. | Si c'était à refaire         | Hugues Aufray, Patrice Gohier | Max-Pol Delvaux                            | 4:48  |

Disque 2
| No  | Titre                   | Paroles                     | Musique                            | Durée |
| --- | ----------------------- | --------------------------- | ---------------------------------- | ----- |
| 1.  | L'Instinct              | Gérald De Palmas            | Gérald De Palmas                   | 3:36  |
| 2.  | Je n'ai jamais pleuré   | Marc Lavoine, Marc Esposito | Marc Lavoine, Jean-François Berger | 4:07  |
| 3.  | M'arrêter là            | Didier Golemanas            | Daniel Seff                        | 3:26  |
| 4.  | Trouve-moi des mots     | Patrick Bruel               | Rick Allison                       | 4:11  |
| 5.  | Un homme libre          | Gérald De Palmas            | Gérald De Palmas                   | 4:06  |
| 6.  | Je me souviens          | Cyril Assous                | Cyril Assous                       | 3:40  |
| 7.  | Des hommes              | Didier Golemanas            | Rick Allison                       | 5:16  |
| 8.  | Chanter n'est pas jouer | Marie Nimier, Jean Rouaud   | Hawksley Workman                   | 4:26  |
| 9.  | Elle veut ma vie        | Maxime Le Forestier         | Gérald De Palmas                   | 3:25  |
| 10. | Arrête le temps         | Michel Mallory              | David Hallyday                     | 4:01  |
| 11. | Au bord des routes      | Sandrine Kiberlain          | Daran                              | 4:18  |

## Musiciens
Titres réalisés par David Hallyday :
- Basile Leroux, Pierre Jaconelli : guitare
- Laurent Vernerey : basse
- David Hallyday : batterie
- Érik Godal : claviers et programmations

Titres réalisés et arrangés par Gérald de Palmas :
- Sébastien Chouard : guitare électrique, mandoline
- Gérald de Palmas : guitare acoustique
- Bernard Viguié : basse
- Amaury Blanchard : batterie
- Peter Gordeno : claviers et programmations
- Rachel Brown Turner, Jeanette Hedge : chœurs
- Arrangements des cordes sur Marie : Gérald de Palmas
- Jean-François Berger : direction d'orchestre

Titre réalisé par Axel Bauer :
- Axel Bauer : guitare, basse, chœurs et programmations
- Geoff Dugmore (en) : batterie
- Guillaume Metenier : claviers
- Denis Bennarosch : percussions
- Angéline Annonier, Jessica Plesel, Éric Melville, Norbert Arias Santana, Rachel Brown Turner, Jeanette Hedge : chœurs

Titres réalisés par Pierre Jaconelli :

M'arrêter là
- Pierre Jaconelli : guitare

guitares additionnelles :
- Stéphan Eicher sur Ne reviens pas
- Daran sur Au bord des routes
- Hawksley Workman sur Chanter n'est pas jouer
- Nicolas Fizsman : basse
- Laurent Vernerey : basse (sur Trouve moi les mots et Si c'était à refaire)
- Ian Thomas : batterie
- Christophe Deschamps : batterie (sur Si c'était à refaire)
- Jean-Pierre Pilot : orgues, claviers et programmations
- Jean-Pierre Sabar : orgue (sur Si c'était à refaire)
- Yvan Cassar : piano (sur M'arrêter là)
- Danny Cummings : percussions
- Nicolas Montazaud : percussions (sur M'arrêter là et Des hommes)
- Emmanuel Dahl, K. Reen, Julia Saar, Géraldine Feuillette, Ali & Sipli (sur M'arrêter là)

Arrangements et directions d'orchestre :

sur M'arrêter là, Des hommes, Face au monde, Pense à moi, Entre nous, Laisse moi tomber :
- Yvan Cassar

Sur Ne reviens pas et Au bord des routes :
- Olivier Schulltheis

Cuivres sur Je me souviens : The Vine Street Horns
- Harry Kim : trompette et arrangements
- Gerald Albright : saxophone alto
- Ernie Fields, Jr : saxophone ténor
- Ray Herrmann : saxophone baryton
- Steve Baxter : trombone

## Classements et certifications
| Classement (2002-2004)           | Meilleure position |
| -------------------------------- | ------------------ |
| Belgique (Wallonie Ultratop)     | 1                  |
| Europe (European Top 100 Albums) | 15                 |
| France (SNEP)                    | 1                  |
| Suisse (Schweizer Hitparade)     | 2                  |

| Classement (2002)            | Position |
| ---------------------------- | -------- |
| Belgique (Wallonie Ultratop) | 9        |
| France (SNEP)                | 3        |
| Suisse (Schweizer Hitparade) | 48       |

| Classement (2003)            | Position |
| ---------------------------- | -------- |
| Belgique (Wallonie Ultratop) | 60       |
| France (SNEP)                | 34       |

### Certifications
| Région                                                               | Certification | Ventes/Streams |
| -------------------------------------------------------------------- | ------------- | -------------- |
| Belgique (BEA)                                                       | Platine       | 50 000*        |
| France (SNEP)                                                        | Diamant       | 1 000 000*     |
| Suisse (IFPI Suisse)                                                 | Platine       | 40 000^        |
| *Ventes selon la certification ^Mise en rayon selon la certification |               |                |